# Smiley Faces
Smiley Faces è un singolo del duo musicale Gnarls Barkley, pubblicato nel 2006 ed estratto dal loro primo album in studio St. Elsewhere.

## Tracce
- CD 1 (UK)

1. Smiley Faces - 3:05
2. Smiley Faces (Live On Later with Jools Holland) - 3:14

- CD 2 (UK)

1. Smiley Faces (Radio Edit) - 2:43
2. Go-Go Gadget Gospel - 2:15
3. Crazy (Video) - 3:00
4. Exclusive Microsite

## Video
Il videoclip della canzone è stato diretto da Robert Hales e vede la partecipazione di Dennis Hopper e Dean Stockwell. Esso è stato premiato agli MTV Video Music Awards 2007 nella categoria "Best Editing" ("miglior montaggio"); premio conferito a Ken Mowe.

## Classifiche
| Classifica (2006) | Posizione raggiunta |
| ----------------- | ------------------- |
| Regno Unito       | 10                  |